# Royal Scup Dieleghem Jette
Maillots
Actualités
Dernière mise à jour : 28 juillet 2020.
Le Royal Scup Dieleghem Jette (ou R.S.D jette) est un club de football belge localisé à Jette dans la partie nord de l'agglomération bruxelloise. Fondé en 1922, ce club porte le matricule 474. Ses couleurs sont le jaune et le bleu.
Le club tire son nom actuel d'une fusion survenue en 2002 entre le R. SCUP Jette (matricule 474) et l'Etoile Dieleghem (matricule 8682).
Le club connut différentes périodes fastes jusqu'au milieu des années 1970. Il évolua durant 35 saisons en séries nationales, dont 13 au 3e niveau de la hiérarchie. 
Le RSD Jette retrouve le niveau national lors de la saison 2018-2019. Après 13 ans d'absence, les jettois montent en D2 Amateur après avoir remporté le tour final en 1ère provinciale.

## Repères historiques généraux
- 1922 : 24 mai 1922, fondation de EXCELSIOR ATHLETIC FOOTBALL CLUB JETTE.
- 1925 : 16 février 1925, EXCELSIOR ATHLETIC FOOTBALL CLUB JETTE change son appellation et devient SPORTING CLUB JETTOIS.
- 1925 : 7 mars 1925, SPORTING CLUB JETTOIS s'affilie à l'URBSFA.
- 1925 : 22 avril 1925, CERCLE UNION ET PROGRÈS JETTE s'affilie à l'URBSFA comme « Club adhérent ». Il est accepté avec le statut de « Club effectif » le 9 juin 1926 et reçoit le n° de matricule 493.
- 1926 : février 1926, SPORTING CLUB JETTOIS s'affilie à l'URBSFA absorbe l'UNION SAINTE-ANNE, un club qui était affilié dans une ligue rivale de l'URBSFA.
- 1926 : décembre 1926, SPORTING CLUB JETTOIS se voit attribuer le n° de matricule 474.
- 1927 : 1er septembre 1927, CERCLE UNION ET PROGRÈS JETTE (493) est démissionné de l'URBSFA.
- 1927 : 28 octobre 1927, SPORTING CLUB JETTOIS (474) change sa dénomination et devient SPORTING CLUB UNION ET PROGRÈS JETTE (474). Très vraisemblablement en s'unissant, sans fusion officielle, avec tout ou partie du matricule 493 démissionné le mois précédent. S'il y avait eu une fusion en nouveau matricule aurait été créé.
- 1931 : SPORTING CLUB UNION ET PROGRÈS JETTE (474) accède aux séries nationales pour la première fois. Cette première expérience dure trois saisons.
- 1933 : 23 mars 1933, CERCLE ROYAL UNION ET PROGRÈS JETTE s'affilie à l'URBSFA comme « Club débutant » et se voit attribuer le n° de matricule 1938. Ce club est reconnu au statut de Club effectif le 22 juin 1935.
- 1942 : 27 mai 1942, CERCLE ROYAL UNION ET PROGRÈS JETTE (1938) est radié des registres de à l'URBSFA.
- 1951 : Reconnu « Société Royale »  le 13 avril 1951, SPORTING CLUB UNION ET PROGRÈS JETTE (474) adapte sa dénomination en ROYALE SPORTING CLUB UNION ET PROGRÈS JETTE (474) à partir du 13 juin 1951.
- 1979 : 1er juillet 1979 fondation de LA CARAVELLE BRUXELLES qui s'affilie à l'URBSFA le 2 août 1979 comme « Club effectif » et se voit attribuer le n° de matricule 8682. Couleurs : Orange et Bleu.
- 1983 : 1er juillet 1983 LA CARAVELLE BRUXELLES (8682) change son appellation et devient A S ÉTOILE CARAVELLE BRUXELLES (8682) On peut supposer que les lettres « A S » signifient Association Sportive. Couleurs deviennent: Mauve et Blanc.
- 1984 : 14 juin 1984, SPORTING DIELEGHEM JETTE s'affilie à l'URBSFA et se voit attribuer le n° de matricule 8951 Couleurs: Jaune et Bleu.
- 1991 : 1er juillet 1991, A S ÉTOILE CARAVELLE BRUXELLES (8682) fusionne avec SPORTING DIELEGHEM JETTE (8951) pour former ÉTOILE DIELEGHEM JETTE (8682). Couleurs deviennent: Jaune et Bleu. Le matricule 8951 est démissionné.
- 2002 : 1er juillet 2002, ROYAL SPORTING CLUB UNION ET PROGRÈS JETTE (474) fusionne avec ÉTOILE DIELEGHEM JETTE (8682) pour former ROYAL SCUP DIELEGHEM JETTE (474). Le matricule 8682 est démissionné.

## Histoire
Dès avant la Première Guerre mondiale, la commune bruxelloise de Jette, au Nord de l'agglomération, connaît de nombreux clubs. On peut citer La Jettoise, Excelsior Jette, Saint-Anne Jette, Dieleghem Jette, Union et Progrès Jette, ou encore le Sporting Club Jettois. Aucune de ces entités ne s'affilie à l'Union Belge et cela rend leur « traçabilité » plus difficile à suivre et/ou à recouper.
Après le conflit, en 1922, à l'instigation de quelques personnes, les membres des anciens clubs se mettent à discuter d'un regroupement. Le 24 mai 1922 est considéré comme la date de fondation d'un club appelé Excelsior Athletic Football Club Jette. Sous cette appellation ou sous le nom de FC Espérance Jette-Saint-Pierre, cette entité joue en « Ligue bruxelloise » qui est la section bruxelloise de la L.B.F.A. ou Ligue Belge de Football Association, une ligue amateur rivale de l'URBSFA.
En février 1925, l'Excelsior AFC Jette prend le nom de Sporting Club Jettois. Il joue sur un terrain appelé « in de Wilg » qu'il partage courtoisement avec une équipe de Dames. Quand en mars de la même année, le SC Jettois sollicite son affiliation auprès de l'Union Belge, celle-ci place une condition à son acceptation : « que cesse le partage du terrain avec une équipe féminine ! ». Un mois après le SC Jettois qui évolue en bleu et jaune, une autre entité de la commune rejoint l'URBSFA, le Cercle Union et Progrès Jette qui s'est choisi le rouge et le vert comme couleurs.
En février 1926, lez SC Jettois englobe l'Union Ste-Anne un club jusqu'alors affilié à la LBFA. Le 21 décembre suivant, l'URBSFA publie la toute première liste des numéros de matricule. le Sporting Club est le 474 tandis que le Cercle Union et Progrès Jette est le 493.
Les deux cercles sont rivaux pendant deux bonnes années puis on constate que le 28 octobre 1927, le Sporting Club modifie son appellation en Sporting Club Union et Progrès. Comme le club continue ses activités sous le même matricule 474, on est certain qu'aucune fusion n'est officiellement intervenue. Jusqu'en juillet 1964, une authentique fusion implique la démission des matricules existants et la création d'un nouveau n° est attribué à l'entité formée. Il est très vraisemblable qu'au sein du Cercle Union & Progrès certains souhaitent stopper les activités ou plus précisément, ne pas voulu poursuivre au sein de l'URBSFA. Le matricule 493 est d'ailleurs démissionné le 1er septembre 1927. Les membres qui souhaitent y rester à « l'U.B. » migrent vers le Sporting Club en y amenant la mention « Union & Progrès ». Car en 1933, une entité dénommée Cercle Royal Union et Progrès Jette s'affilie (se réaffilie) à l'URBSFA. À l'époque, le titre « Royal » signifie une existence ininterrompue depuis au minimum 1908 (25 ans). L'entité reste membre jusqu'en 1942 quand elle est alors radiée pour des raisons oubliées (dettes ?, inactivité à cause du conflit ?,...)
Dans le langage familier, à partir de la fin 1927, il est fréquent d'entendre parler de "la" SCUP. On ne sait pas trop d'où vient cette confusion, mais il devrait s'agit pourtant bien "du" SCUP (ou le SCUP) puisqu'il est un "Sporting Club" comme l'est "le" Sporting Club d'Anderlecht. Mais en à partir de 1951, c'est officiellement Royale Sporting Club Union et Progrès Jette que le cercle prend comme appellation après sa reconnaissance comme « Société Royale »
Le SCUP monte en séries nationales dès 1931. Après trois saisons, le club fit un aller/retour vers la régionale puis revint en "nationale" jusqu'à la Seconde Guerre mondiale. Il est relégué la saison précédant le déclenchement du conflit.

Le matricule 474 connaît encore deux périodes fastes. Dans un premier temps entre 1952 et 1960. Pendant cette période, le Royal SCUP Jette est champion de Promotion et retrouve le 3e niveau national. Après un retour en P1 du Brabant, le club séjourne encore 12 saisons en « Promotion ».

### Fusion annulée de justesse puis une réussie
Le dernier quart du XXe siècle se passa alors dans un relatif anonymat pour le cercle bruxellois. De brèves apparitions en séries nationales sont espacées de longues périodes en provinciale.
En 1994, le club est tout proche de fusionner avec un autre cercle fu Nord bruxellois, les « Verts et Noirs » du FC Ganshoren, mais alors que tout est en ordre au niveau fédéral, les dirigeants du « FCG » changent d'avis et se retirent en dernière minute .
En 2004, deux ans après avoir fusionné avec sa voisine de l'Etoile Dieleghem, le désormais R. SCUP Dieleghem Jette regoûte une saison à la "nationale".

### Retour après 14 ans
Après avoir remporté le tour final 2017-2018 en 1re provinciale du Brabant wallon où évoluent les clubs bruxellois ayant opté pour le régime linguistique francophone, le RSD Jette est de retour au niveau national (la D3 Amateur) au bout de quatorze ans d'absence.
Après une saison passée dans le ventre mou et un maintien relativement vite assuré en 2018-2019, le SCUP est brillant en 2019-2020. Lors du championnat arrêté en raison de la crise du Covid-19, en Division 3 Amateur « série A », le club jaune et bleu termine vice-champion de Ganshoren avec 48 points après 24 journées prestées. Dans la « série B », le deuxième classé, la RJ Aischoise a accumulé 47 points également en 24 matchs joués. Le point d'écart à l'avantage des Bruxellois leur permet de recevoir le troisième billet montant !
Lors de la saison 2020-2021, le SCUP retrouve le 4e niveau de la hiérarchie du football belge pour la première fois depuis 16 ans.

## Palmarès
Le matricule 474 conquit un titre en séries nationales:
- Champion de Promotion en 1955.

### Bilan
Statistiques mises à jour le 8 décembre 2024 (terme de la saison 2023-2024)
| Niv | Divisions     | Jouées | Titres | TM Up | TM Down |
| --- | ------------- | ------ | ------ | ----- | ------- |
| I   | 1re nationale | 0      | 0      |       |         |
| II  | 2e nationale  | 0      | 0      |       |         |
| III | 3e nationale  | 13     | 0      |       |         |
| IV  | 4e nationale  | 26     | 1      |       |         |
| V   | 5e nationale  | 2      | 0      |       |         |
|     |               |        |        |       |         |
|     | TOTAUX        | 41     | 1      | 0     | 0       |

- TM Up : test-match pour départager des égalités, ou toutes formes de Barrages ou de Tour final pour une montée éventuelle.
- TM Down : test-match pour départager des égalités, ou toutes formes de Barrages ou de Tour final pour le maintien.

### Classements saison par saison
| Ordre               | Saison  | Nom du club             | Niveau                 | Classement final | Remarques                            |
| ------------------- | ------- | ----------------------- | ---------------------- | ---------------- | ------------------------------------ |
| 1                   | 1931-32 | SCUP Jette              | Promotion (D3) série B | 9e/14            |                                      |
| 2                   | 1932-33 | SCUP Jette              | Promotion (D3) série A | 3e/14            |                                      |
| 3                   | 1933-34 | SCUP Jette              | Promotion (D3) série B | 12e/14           | Relégué !                            |
| séries régionales   |         |                         |                        |                  |                                      |
| 4                   | 1935-36 | SCUP Jette              | Promotion (D3) série D | 4e/14            |                                      |
| 5                   | 1936-37 | SCUP Jette              | Promotion (D3) série C | 3e/14            |                                      |
| 6                   | 1937-38 | SCUP Jette              | Promotion (D3) série C | 4e/14            |                                      |
| 7                   | 1938-39 | SCUP Jette              | Promotion (D3) série C | 12e/14           | Relégué !                            |
| séries régionales   |         |                         |                        |                  |                                      |
| 8                   | 1942-43 | SCUP Jette              | Promotion (D3) série D | 15e/15           | Relégué !                            |
| séries provinciales |         |                         |                        |                  |                                      |
| 9                   | 1945-46 | SCUP Jette              | Promotion (D3) série C | 16e/18           | Relégué !                            |
| séries provinciales |         |                         |                        |                  |                                      |
| 10                  | 1952-53 | R. SCUP Jette           | Promotion série B      | 6e/16            |                                      |
| 11                  | 1953-54 | R. SCUP Jette           | Promotion série C      | 3e/16            |                                      |
| 12                  | 1954-55 | R. SCUP Jette           | Promotion série B      | Champion         | Promu !                              |
| 13                  | 1955-56 | R. SCUP Jette           | Division 3 série B     | 10e/16           |                                      |
| 14                  | 1956-57 | R. SCUP Jette           | Division 3 série B     | 11e/16           |                                      |
| 15                  | 1957-58 | R. SCUP Jette           | Division 3 série B     | 6e/16            |                                      |
| 16                  | 1958-59 | R. SCUP Jette           | Division 3 série B     | 16e/16           | Relégué !                            |
| 17                  | 1959-60 | R. SCUP Jette           | Promotion série D      | 15e/16           | Relégué !                            |
| séries provinciales |         |                         |                        |                  |                                      |
| 18                  | 1964-65 | R. SCUP Jette           | Promotion série D      | 6e/16            |                                      |
| 19                  | 1965-66 | R. SCUP Jette           | Promotion série A      | 8e/16            |                                      |
| 20                  | 1966-67 | R. SCUP Jette           | Promotion série A      | 5e/16            |                                      |
| 21                  | 1967-68 | R. SCUP Jette           | Promotion série C      | 3e/16            |                                      |
| 22                  | 1968-69 | R. SCUP Jette           | Promotion série C      | 5e/16            |                                      |
| 23                  | 1969-70 | R. SCUP Jette           | Promotion série B      | 13e/16           |                                      |
| 24                  | 1970-71 | R. SCUP Jette           | Promotion série B      | 13e/16           |                                      |
| 25                  | 1971-72 | R. SCUP Jette           | Promotion série A      | 5e/16            |                                      |
| 26                  | 1972-73 | R. SCUP Jette           | Promotion série D      | 13e/16           |                                      |
| 27                  | 1973-74 | R. SCUP Jette           | Promotion série A      | 13e/16           |                                      |
| 28                  | 1974-75 | R. SCUP Jette           | Promotion série A      | 8e/16            |                                      |
| 29                  | 1975-76 | R. SCUP Jette           | Promotion série B      | 14e/16           | Relégué !                            |
| séries provinciales |         |                         |                        |                  |                                      |
| 30                  | 1978-79 | R. SCUP Jette           | Promotion série C      | 13e/16           |                                      |
| 31                  | 1979-80 | R. SCUP Jette           | Promotion série B      | 16e/16           | Relégué !                            |
| séries provinciales |         |                         |                        |                  |                                      |
| 32                  | 1991-92 | R. SCUP Jette           | Promotion série B      | 13e/16           |                                      |
| 33                  | 1992-93 | R. SCUP Jette           | Promotion série B      | 10e/16           |                                      |
| 34                  | 1993-94 | R. SCUP Jette           | Promotion série B      | 16e/16           | Relégué !                            |
| séries provinciales |         |                         |                        |                  |                                      |
| 35                  | 2003-04 | R. SCUP Dieleghem Jette | Promotion série B      | 15e/16           | Relégué !                            |
| séries provinciales |         |                         |                        |                  |                                      |
| 36                  | 2018-19 | R. SCUP Dieleghem Jette | D3 Amateur série A     | 11e/16           |                                      |
| 37                  | 2019-20 | R. SCUP Dieleghem Jette | D3 Amateur série A     | 2e/16            | Promu !                              |
| 38                  | 2020-21 | R. SCUP Dieleghem Jette | Nationale 2 ACFF       | N/A              | saison annulée en raison du Covid-19 |
| 39                  | 2021-22 | R. SCUP Dieleghem Jette | Nationale 2 ACFF       | 10e/16           |                                      |
| 40                  | 2022-23 | R. SCUP Dieleghem Jette | Nationale 2 ACFF       | 15e/18           |                                      |
| 41                  | 2023-24 | R. SCUP Dieleghem Jette | Nationale 2 ACFF       | 15e/18           |                                      |
| 42                  | 2024-25 | R. SCUP Dieleghem Jette | Nationale 2 ACFF       | ... /18          |                                      |